# Travankúr
Travankúr, také Tiruvitánkúr (malajálamsky തിരുവിതാംകൂർ, anglicky Travancore) byl knížecí stát ležící na Malabarském pobřeží v jižní Indii. Měl rozlohu 19 844 km² a žilo v něm 6 070 018 obyvatel (údaj ze sčítání z roku 1941), hlavním městem byl Tiruvanantapuram. Platidlem byla travankúrská rupie. Panovník měl právo na pozdrav devatenácti dělovými výstřely. Vlajka státu byla červená s bíle vyobrazenou mušlí vázovky indické.
Území Travankúru patřilo původně říši Čérů a Vidžajanagaru, od 17. století rostla moc království Venad. Jeho panovník Marthanda Varma k němu připojil další území a vytvořil roku 1729 nový stát nazvaný Travankúr. Podařilo se mu odrazit pokus Nizozemské Východoindické společnosti o invazi, když ji porazil roku 1741 v bitvě u Kolačalu. Do zajetí padl nizozemský admirál Eustachius De Lannoy, který byl později pověřen velením travankúrské armády. V další válce s Maisúrským královstvím pomáhala Travankúru Britská východoindická společnost, což vyústilo v roce 1795 v podpis dohody o britské ochraně. Proti rostoucímu britskému vlivu vystoupil předseda vlády (dewan) Velu Thampi Dalawa, který v letech 1808 až 1809 se svými stoupenci zahájil ozbrojené povstání, to však bylo potlačeno a britská nadvláda se upevnila.

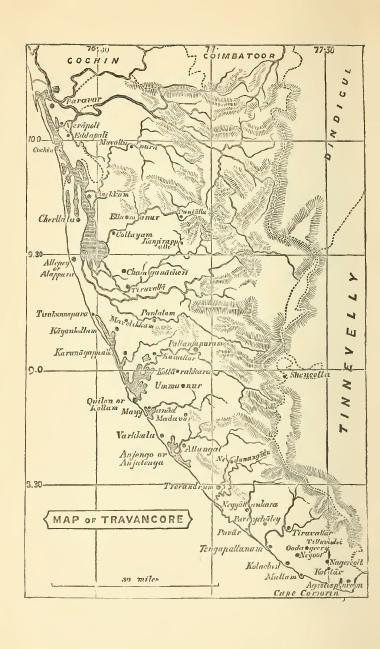
Historická mapa Travankúru

Ideologicky stálo království na kultu Padmanabhy, Višnuova avatára, kterému byl zasvěcen velký chrám Padmanabhaswamy v hlavním městě. V 19. století se objevilo náboženské hnutí ayyavali, bojující za odstranění kastovní segregace. Roku 1855 bylo zrušeno otroctví, v roce 1936 byl dovolen vstup do chrámu všem obyvatelům bez ohledu na kastovní příslušnost. Travankúr patřil ke státům s nejvyšší životní úrovní v Indii. Těžil z rozvinutého zemědělství a pro obchod příhodné polohy na špici indického poloostrova. Místní panovníci neutráceli tolik pro osobní potřebu jako jiní indičtí mahárádžové a investovali do ekonomiky a infrastruktury: stát měl na poměry tehdejší Indie kvalitní školství a zdravotnictví, provozoval poštovní služby, pro které vydával vlastní známky. Ženy měly přístup ke vzdělání, směly se rozvádět i dědit majetek. Stát byl také znám svojí náboženskou snášenlivostí.
Poté, co byl roku 1947 schválen Zákon o nezávislosti Indie, objevily se snahy o vyhlášení nezávislosti Travankúru, ale ministr vnitra Sardár Vallabhbháí Patél vyjednal jeho integraci do nové republiky. V ní spolu se severním sousedem Kóčinem vytvořil roku 1949 svazový stát Travankúr-Kóčin, král Chithira Thirunal Balarama Varma byl jeho formální hlavou s titulem radžpramuk. V roce 1956 došlo ke změně vnitřních indických hranic podle etnického klíče: okres Kannijákumari, kde žijí převážně Tamilové, byl připojen k Madráskému státu (od roku 1968 Tamilnádu) a zbytek státu dostal nové jméno Kérala.

## Seznam vladařů
- Marthanda Varma (1729–1758)

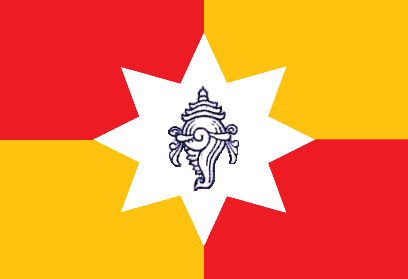
Vlajka Travankúru užívaná do 19. století

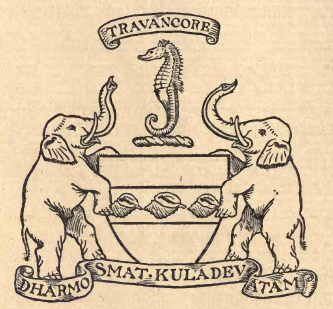
Znak knížecího státu z roku 1893

- Karthika Thirunal Rama Varma (1758–1798)
- Balarama Varma I. (1798–1810)
- Gowri Lakshmi Bayi (1810–1815)
- Gowri Parvati Bayi (1815–1829) jako regentka za nezletilého krále
- Swathi Thirunal Rama Varma II. (1813–1846)
- Uthradom Thirunal Marthanda Varma II. (1846–1860)
- Ayilyam Thirunal Rama Varma III. (1860–1880)
- Visakham Thirunal Rama Varma IV. (1880–1885)
- Mulam Thirunal Rama Varma V. (1885–1924)
- Sethu Lakshmi Bayi (1924–1931) jako regentka
- Chithira Thirunal Balarama Varma II. (1924–1949)